# A Corte de Burger
A Corte Burger foi o período na história da Suprema Corte dos Estados Unidos de 1969 a 1986, quando Warren Burger atuou como Chefe de Justiça. Burger sucedeu Earl Warren como Chefe de Justiça após a aposentadoria deste último, e Burger serviu até sua aposentadoria, momento em que William Rehnquist foi nomeado e confirmado como substituto de Burger. A Corte Burger é geralmente considerado o última corte liberal até hoje. Foi descrito como um tribunal "transitório", devido à sua transição de decisões liberais da Corte de Warren para decisões conservadoras da Corte de Rehnquist.